# 横溪乡
横溪乡是中国陕西省安康市岚皋县下辖的一个乡。

## 行政区划
横溪乡下辖以下行政区：
兴坪村、乐景村、天福村、平安村、大河村、油房村